# إسحاق غرينجر
إسحاق غرينجر (بالإنجليزية: Isaac Grainger)‏ هو مجدف نيوزلندي، ولد في 26 مايو 1992 في أوكلاند في نيوزيلندا.

## وصلات خارجية
- إسحاق غرينجر على موقع الاتحاد الدولي للتجديف (الإنجليزية)
- إسحاق غرينجر على موقع اللجنة الأولمبية الدولية (الإنجليزية)
- إسحاق غرينجر على موقع أوليمبيديا (الإنجليزية)
- إسحاق غرينجر على موقع اللجنة الأولمبية النيوزيلندية (الإنجليزية)